# Kostja Mushidi
Kostja Kalonda Didier Mushidi (* 18. Juni 1998 in Ukkel, Belgien) ist ein deutscher Basketballspieler.
Mushidi ist 1,94 Meter groß und spielt insbesondere auf der Position des Shooting Guards.

## Karriere
Mushidi spielte in der Jugend von ART Düsseldorf und ab der Saison 2012/13 in der JBBL-Mannschaft der Spielgemeinschaft Team Bonn/Rhöndorf.
Während der Saison 2013/14 verzeichnete er erste Einsätze in der Herrenmannschaft der Dragons Rhöndorf in der 2. Bundesliga-Staffel ProB, der dritthöchsten deutschen Spielklasse.
Im Sommer 2015 wechselte er zum französischen Klub Strasbourg IG. Ein wichtiger Grund für diese Entscheidung war für Mushidi die Aussicht, unter Vincent Collet trainieren zu können, der neben seiner Tätigkeit in Straßburg auch Trainer der französischen Nationalmannschaft ist. Im September 2015 nahm Mushidi am europäischen U18-Allstar-Game teil.
Mushidi kam in der Saison 2015/16 zu lediglich einem sechsminütigen Einsatz für Straßburgs Profimannschaft in der ersten französischen Liga und erhielt ansonsten nur Spielzeit im Nachwuchs in der französischen U21-Liga. Er verließ SIG nach einem Jahr und wurde im Juni 2016 beim serbischen Erstligisten KK Mega Leks als Neuzugang vorgestellt.
Ende März 2017 meldete er sich zum NBA-Draft an. Im April 2017 nahm er in Portland (US-Bundesstaat Oregon) am „Nike Hoop Summit“, einem Spiel einer U19-Weltauswahl gegen die USA, teil und war mit 14 Punkten bester Korbjäger der aus Spielern aus sieben verschiedenen Ländern zusammengesetzten Mannschaft. Im Juni 2017 zog er seinen Namen von der Liste für den NBA-Draft zurück.
Im Februar 2019 wechselte Mushidi innerhalb der serbischen Liga zu OKK Belgrad. Er kehrte anschließend nach Deutschland zurück und wurde in der Sommerpause 2019 vom Bundesligisten Basketball Löwen Braunschweig verpflichtet. Mitte Dezember 2019 trennten sich die Braunschweiger mit sofortiger Wirkung von Mushidi. Laut Verein gab es für diesen Schritt disziplinarische Gründe. Laut eigener Aussage war Mushidi „abhängig von Gras“, wie er 2023 rückblickend einräumte. Bis zur Trennung hatte Mushidi für Braunschweig in acht Bundesligaspielen mitgewirkt und dabei im Durchschnitt 11,6 Punkte pro Einsatz erzielt. In der Sommerpause 2020 kehrte er zu den Niedersachsen zurück, die ihm laut Verein „eine neue Chance“ zugestanden. Aufgrund einer nicht genannten Erkrankung fiel er ab Anfang Dezember 2020 für „unbestimmte Zeit“ aus. 2023 deutete er in Bezug auf die öffentlich genannte Begründung einer Erkrankung an: „Es war auch in gewisser Art eine Krankheit, muss ich sagen. Es musste auch behandelt werden. Das habe ich dann auch getan.“ Ende Juli 2021 wurde Mushidi mit der Mannschaft Der Stamm deutscher Meister in der Basketball-Spielart 3-gegen-3.
Anfang Dezember 2021 vermeldete Bundesligist Mitteldeutscher BC Mushidis Verpflichtung. Bei den Weißenfelsern wurde er Leistungsträger, unter anderem dank seiner Treffsicherheit beim Dreipunktewurf. Mushidi spielte bis 2024 für den MBC. Anfang Oktober 2024 schloss er sich der BG Göttingen an. Mit den Niedersachsen verpasste er in der Saison 2024/25 den Klassenerhalt in der Bundesliga.
Zur Saison 2025/26 unterzeichnete er einen Vertrag beim Bundesligisten Niners Chemnitz.

## Nationalmannschaft
Bei der U16-Europameisterschaft 2014, als er von allen teilnehmenden Spielern in der Kategorie Punkte pro Spiel den drittbesten Wert des Turniers erzielte, gehörte Mushidi ebenso zum Aufgebot der deutschen Nationalmannschaft wie bei der U18-EM 2015.
Im Frühjahr 2016 führte er die deutsche U18-Nationalmannschaft zu ihrem ersten Titelgewinn beim Albert-Schweitzer-Turnier. Im Endspiel gegen Serbien verbuchte er 25 Punkte und elf Rebounds. Er wurde als bester Spieler des Turniers ausgezeichnet.
Im Sommer 2016 wurde Mushidi mit der U20-Nationalmannschaft Vierter der EM in Helsinki. Bei der U18-EM 2016 erlangte er mit der deutschen Mannschaft den vierten Platz und war im Turnierverlauf gemeinsam mit Isaiah Hartenstein bester Punktesammler der DBB-Auswahl. Bei der U-20-Europameisterschaft 2018 in Deutschland erreichte Mushidi den dritten Platz und führte die deutsche Mannschaft gemeinsam mit Filip Stanic als bester Korbschütze (13,6 Punkte im Schnitt) an. Zudem wurde er in die „erste Fünf des Turniers“ gewählt.
Mitte November 2018 wurde Mushidi von Bundestrainer Henrik Rödl zum ersten Mal ins Aufgebot der A-Nationalmannschaft berufen. Seinen ersten Länderspieleinsatz im Herrenbereich bekam er aber erst Ende Juni 2022 unter Rödls Nachfolger Gordon Herbert im WM-Qualifikationsspiel gegen Estland.

## Persönliches
Mushidis Mutter ist Belgierin, sein Vater Russe. Er wurde in Belgien geboren und lebte ab seinem zweiten Lebensjahr in Deutschland. Sein Großvater stammt aus dem Kongo.